# Класификација паратриатлона
Класификација паратриатлона је систем класификације за спортисте који учествују у паратриатлону. Њиме управља Свјетска триатлонска федерација (раније позната као ITU). Спорт је укључен у Љетње параолимпијске игре 2016. године.

## Систем класификације из 2017. године
Свјетска триатлонска федерација је имплементирала неке измјене система класификације који је уведен 2014. године, након што су спроведена даља истраживања како би се ријешили одређени аспекти претходног система. Истраживачки пројекат је текући пројекат за физичка и оштећења вида.
Паратритатлон групише спортисте у девет спортских класа, на основу три врсте оштећења, које се такмиче у шест дисциплина за медаље.

### Корисници инвалидских колица (PTWC)
Двије класе су PTWC1 (тежа} и PTWC2, за оштећења горњих и доњих екстремитета, респективно. Спортисти морају да користе лежећи ручни бицикл у сегменту вожње бицикла и тркачку столицу за сегмент трчања.
Двије класе се такмиче заједно у истој дисциплини за медаље, при чему такмичари PTWC1 имају временску предност (3:08 за мушкарце, 4:04 за жене).

### Стојећи (ходајући) спортисти (PTS)
Постоје четири класе — PTS2, PTS3, PTS4 и PTS5 — гдје нижи бројеви указују на озбиљнија ограничења. Спортисти могу користити одобрене протезе или друге потпорне уређаје за сегмент вожње бицикла. Ове класе су отворене за спортисте са оштећењима као што су, али не ограничавајући се на, поремећаји мишићне снаге, недостаци удова, хипертонија, атаксија или атетоза. Свака класа се такмичи у својој дисциплини.

### Оштећење вида (PTVI)
Три класе су PTVI1 (потпуно сљепило или мала или никаква перцепција свјетлости у оба ока), PTVI2 (теже дјелимично сљепило) и PTV3 (мање дјелимично сљепило). Такмичари морају користити водича истог пола и националности током цијеле трке и морају користити тандем бицикл, са водичем на челу, у сегменту вожње бицикла. Све три класе се такмиче у истој дисциплини, при чему спортисти PTVI1 имају предност (3:21 за мушкарце, 3:48 за жене).

## Систем класификације из 2014. године
Свјетска триатлонска федерација је ревидирала систем класификације паратриатлона у припреми за деби овог спорта на Љетњим параолимпијским играма 2016. године. Свјетска триатлонска федерација је формирала Истраживачку групу за класификацију паратриатлона како би се развио систем класификације заснован на доказима и специфичан за спорт, ослањајући се на рад у пливању, бициклизму и атлетици.
Резултат истраживања био је систем класификације који је имплементиран током сезоне 2014. Постојало је пет класа, РТ1 до РТ4 биле су за спортисте са различитим оштећењима покретљивости, при чему је РТ1 била за најтеже оштећене, а РТ4 за најмање оштећене. РТ5 је била за спортисте са оштећеним видом.
- РТ1 – Спортисти са оштећењима покретљивости као што су мишићна снага, недостатак удова, хипертонија, атаксија или атетоза, што их чини неспособним за безбједно трчање или окретање бицикла. Морају имати оцјену класификације до 640,0 поена. Спортисти морају користити лежећи ручни бицикл током вожње бицикла и тркачка инвалидска колица за тркачку фазу трке.
- РТ2 – Спортисти са оштећењима покретљивости као што су мишићна снага, недостатак удова, хипертонија, атаксија или атетоза, који имају оцјену класификације до 454,9 поена. Ампутирци могу користити одобрене протезе или помоћна средства током фаза трчања и вожње бицикла.
- РТ3 – Спортисти са оштећењима покретљивости као што су мишићна снага, недостатак удова, хипертонија, атаксија или атетоза, који имају оцјену класификације од 455,0 до 494,9 поена. Спортисти могу користити одобрене протезе или помоћна средства током фаза трчања и вожње бицикла.
- РТ4 – Спортисти са оштећењима покретљивости као што су мишићна снага, недостатак удова, хипертонија, атаксија или атетоза, који имају оцјену класификације од 495,0 до 557,0 поена. Спортисти могу користити одобрене протезе или помоћна средства током фаза трчања и вожње бицикла.
- РТ5 – Спортисти са оштећењем вида. Сви квалификациони нивои оштећења вида, подкласе B1, B2 и B3 дефинисане од стране IBSA/IPC, груписани су заједно у овој класификацији. Спортисти морају имати водича истог пола и националности који види током цијеле трке и користити тандем бицикл током етапе вожње бицикла.

## Систем класификације прије 2014. године
До сезоне 2014. године, ITU је класификовао паратриатлонце у седам категорија:
- TRI 1 – Корисник инвалидских колица: Укључује параплегичаре, квадриплегичаре, особе са полиомијелитисом, особе са ампутираним ногама и инвалидитете који спречавају безбједну употребу конвенционалног бицикла. Морају користити ручни бицикл на бициклистичкој стази, а тркачка инвалидска колица током трчања.
- TRI 2 – Тешко оштећење ногу, укључујући особе са ампутираним ногама изнад колена. Морају возити бицикл и трчати са протезом изнад колена или трчати користећи штаке.
- TRI 3 – Остали: Укључује спортисте са мултиплом склерозом, мишићном дистрофијом, церебралном парализом, особама са ампутираним ногама изнад кољена или парализом више удова. Морају возити бицикл или трицикл и трчати. Могу користити протезе или протезе.
- TRI 4 – Оштећење руке: Укључује парализу, ампутиране ноге изнад лакта и ампутиране ноге испод лакта, или оштећење оба горња уда. Морају возити бицикл. Могу користити протезу, протезу или ремен на бициклу и/или трчати.
- TRI 5 – Умјерено оштећење ногу: Укључује особе са ампутираним ногама испод кољена. Мора возити бицикл и може трчати са протезом.
- TRI 6a – Оштећење вида, потпуно сљепило или могућност перципирања свијетлости, али не и препознавања облика руке на било којој удаљености или правцу. Такмичи се са водичем истог пола и користи тандем бицикл.
- TRI 6b – Оштећење вида: Укључује оштрину вида мању од 6/60 или видно поље мање од 40 степени са најбољим корективним видом. Један водич истог пола је обавезан током цијеле трке.

Овај систем класификације је коришћен на националним, континенталним и свјетским првенствима у паратриатлону до краја сезоне 2013. године.

## Нивои класификације
У многим другим спортовима постоје три нивоа класификације за паратриатлон: привремени, национални и међународни. Први је за спортисте који немају приступ пуном класификационом панелу; то је привремена индикација класе, која се генерално користи само на нижим нивоима такмичења. Други се може користити на свим домаћим такмичењима. Да би се такмичило на међународном нивоу, потребна је класификација на међународном нивоу. Многи триатлонци са инвалидитетом се такмиче искључиво у тркама старосних група, без проласка кроз процес класификације.

## Класификација Ајронмен триатлона
Свјетско првенство у Ајронмену обухвата неколико дивизија за паратриатлонце:
- Ручни бицикл – Спортисти са физичким инвалидитетом који су параплегичари, квадриплегичари или имају двоструку ампутацију изнад колена, а такмиче се користећи ручни бицикл на сегменту бицикла и тркачка столица за трчање. Ови спортисти би били класификовани као TRI-1 у ITU тркама.
- Доњи екстремитети – Ово укључује особе са једном ампутацијом испод кољена, код којих се користи стандардни бицикл, и трче са протезом или штакама. Ови спортисти би били класификовани као TRI-5 у ITU тркама.
- Инвалидска колица један – Ова дивизија се састоји од особа са једном ампутацијом изнад кољена које возе стандардни бицикл, али користе тркачка столица за трчање. Не постоји ITU еквивалент ове дивизије.
- Инвалидска колица два – Ова дивизија се састоји од спортиста који имају двоструку ампутацију испод кољена или двоструку ампутацију изнад кољена. Ови спортисти возе стандардни бицикл и користе тркачка столица за трчање. Не постоји ITU еквивалент ове дивизије.
- Горњи екстремитет – Ово је спортиста коме је једна рука ампутирана изнад или испод лакта, у ком случају ће користити протезу на бициклу. Ови спортисти би били класификовани као TRI-4 у ITU тркама.
- Оштећен вид – Ово је за спортисте који су легално слијепи, 20/200 са најбоље коригованим видом, којима је потребан водич током цијеле трке. Ако је потребан водич, могу користити тандем бицикл и могу бити везани током пливања и трчања. Ови спортисти би били класификовани као TRI-6 у ITU тркама.

Ове дивизије Ајронмен триатлона развила је Свјетска триатлон корпорација; оне су одвојене од система класификације који користе ITU и Међународни параолимпијски комитет.

## На Параолимпијским играма
За Љетње параолимпијске игре 2016. године у Рију, Међународни параолимпијски комитет имао је политику нулте класификације на Играма. Ова политика је уведена 2014. године, са циљем да се избјегну промјене у класама у посљедњем тренутку које би негативно утицале на припреме спортиста за тренинг. Сви такмичари морали су бити међународно класификовани, а њихов статус класификације је потврђен прије Игара, а изузеци од ове политике рјешавани су од случаја до случаја. У случају да је постојала потреба за класификацијом или рекласификацијом на Играма упркос најбољим напорима, класификација паратриатлона је требало да се одржи у Форт Копакабани од 4. до 6. септембра за такмичаре са оштећеним видом, а од 5. до 6. септембра за све остале. За спортисте са физичким или интелектуалним инвалидитетом који пролазе кроз класификацију или рекласификацију у Рију, њихово посматрање током такмичења је њихов први наступ на такмичењу на Играма.